# Hypselodoris saintvincentia
Hypselodoris saintvincentia is een slakkensoort uit de familie van de Chromodorididae. De wetenschappelijke naam van de soort is voor het eerst geldig gepubliceerd in 1962 door Burn.